# Achnopogon
Achnopogon  es un género  de plantas con flores de la familia de las asteráceas.  Comprende 3 especies descritas y de estas, solo 2 aceptadas. Es originario de Sudamérica.

## Taxonomía
El género fue descrito por Maguire, Steyerm. & Wurdack y publicado en Memoirs of the New York Botanical Garden 9: 437. 1957.	La especie tipo es: Achnopogon virgatus "Maguire, Steyerm. & Wurdack"

## Especies aceptadas
A continuación se brinda un listado de las especies del género Achnopogon aceptadas hasta julio de 2012, ordenadas alfabéticamente. Para cada una se indica el nombre binomial seguido del autor, abreviado según las convenciones y usos.
- Achnopogon steyermarkii Aristeg.
- Achnopogon virgatus "Maguire, Steyerm. & Wurdack"